# جمال الشریف
جمال الشریف (زاده ۸ دسامبر ۱۹۵۴) یک داور فوتبال بازنشسته اهل دمشق ، سوریه است. او بیشتر به دلیل قضاوت بر شش بازی در جام جهانی شناخته شده است. دو مسابقه در جام جهانی ۱۹۸۶ ، یکی در جام جهانی ۱۹۹۰ و سه مسابقه در جام جهانی ۱۹۹۴ ، از جمله بازی مرحله حذفی بین بلغارستان و مکزیک . او همچنین ناظر بازی بین آرژانتین و ساحل عاج را در جام پادشاهی فهد بود، نخستین دوره جام کنفدراسیون‌ها در عربستان سعودی برگزار شد. او همچنین در المپیک ۱۹۸۸ قضاوت کرده است.

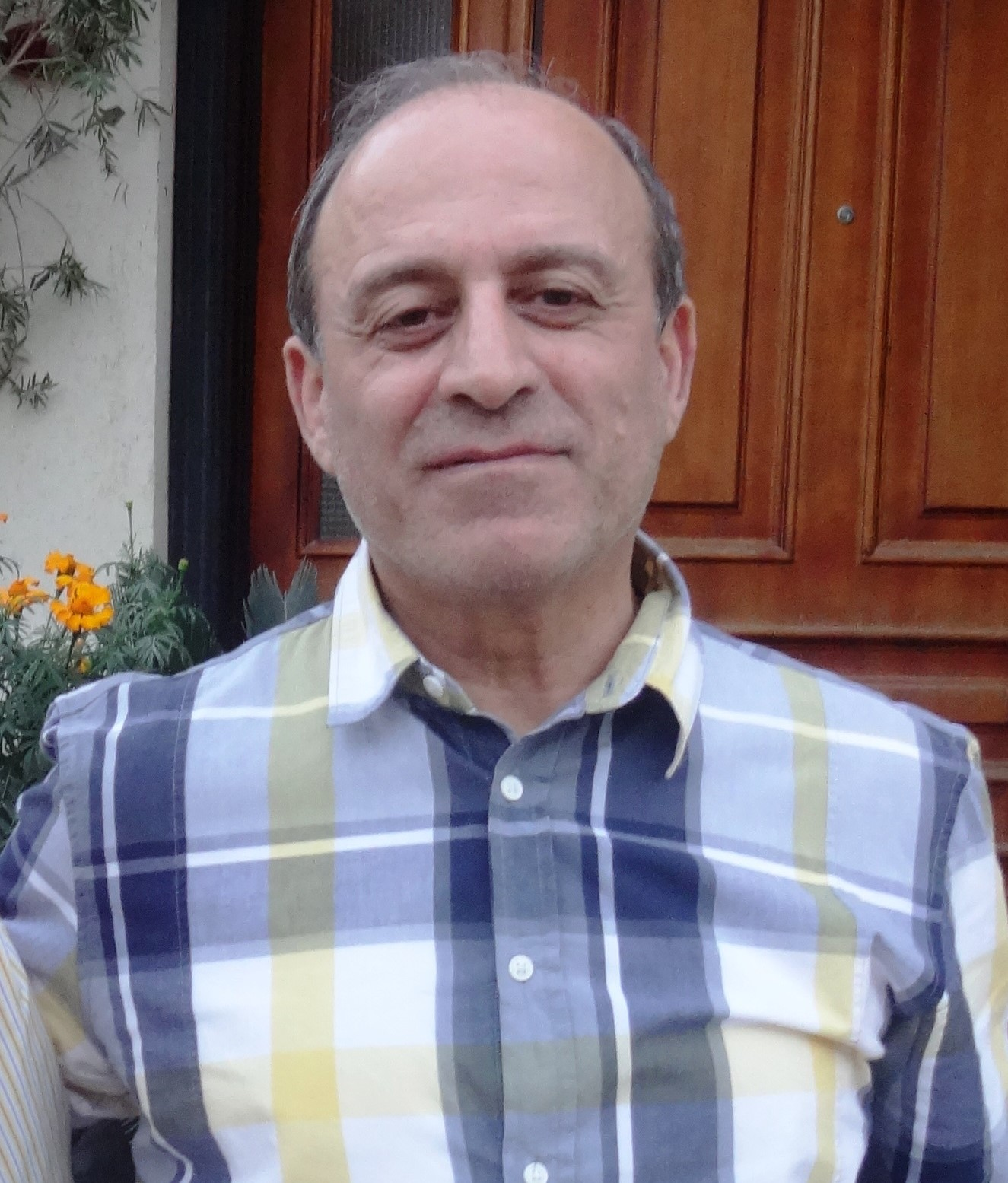
جمال الشریف، ۲۰ فوریه ۲۰۱۵

او از زمان افتتاح کانال بی‌ان اسپورت به عنوان تحلیلگر کار کرده است.